# Waterville (Wisconsin)
Waterville es un municipio del condado de Pepin, Wisconsin, Estados Unidos. Tiene una población estimada, a mediados de 2022, de 846 habitantes.

## Geografía
El municipio está ubicado en las coordenadas 44°38′5″N 92°2′50″O / 44.63472, -92.04722. Según la Oficina del Censo de los Estados Unidos, tiene una superficie total de 93.6 km², de la cual 92.2 km² corresponden a tierra firme y 1.4 km² están cubiertos de agua.

## Demografía
Según el censo de 2020, en ese momento había 829 personas residiendo en la zona. La densidad de población era de 9.0 hab./km². El 94.45 % de los habitantes eran blancos, el 0.24% eran afroamericanos, el 0.12 % era asiático, el 1.45 % eran de otras razas y el 3.74 % eran de una mezcla de razas. Del total de la población, el 2.17 % eran hispanos o latinos de cualquier raza.